# To Be Continued?
「To Be Continued?」（トゥー・ビー・コンティニュード?）は、佐土原かおりの2枚目のシングル。2013年1月30日に日本コロムビアから発売された。

## 概要
前作「ひめくり」から7か月ぶりのリリースとなるシングル。表題曲「To Be Continued?」は、テレビアニメ『問題児たちが異世界から来るそうですよ?』のオープニングテーマに、 山形ユキオとのコラボ曲であるカップリングの「Beauty as the Beast」は第1話挿入歌にそれぞれ起用された。販売形態は初回限定盤と通常盤の2種リリースで、前者には表題曲のPV・メイキング・秘蔵映像を収めたDVDが同梱されており、ジャケットにはキャラクターデザイナー井出直美による春日部耀と久遠飛鳥のイラストが描かれている。
PVでは風船が敷き詰められた床で着ぐるみのバンド隊と歌うなど、メルヘンチックな世界観に仕上がっている。
また、野水いおりの3rdシングル「Black † White」とは同日発売で、本作と野水のシングル発売を記念したイベントが予定されている。

## 収録曲
（全作詞：三浦誠司）
1. To Be Continued? [4:27]
歌：佐土原かおり
作曲：大沢圭一 / 編曲：久下真音
テレビアニメ『問題児たちが異世界から来るそうですよ?』エンディングテーマ
明るいポップ調で[3]、 2番で声質や曲調が代わり、かつジャズを取り入れるなど遊び要素が満載された曲になっている。なおレコーディングでは纏めて歌わず、あらかじめブロック単位で歌い、後日それを繋ぎ合わせるというパズルのような手法がとられた[1]。
2. Beauty as the Beast [4:33]
歌：佐土原かおり featuring 山形ユキオ
作曲：酒匂謙一 / 編曲：木之下慶行
テレビアニメ『問題児たちが異世界から来るそうですよ?』第1話挿入歌
山形ユキオがフィーチャリングとして参加していることもあり、ロック調のアップテンポな曲に仕上がっている。当初は山形を意識して熱く歌っていたが、スタッフからの指摘を受けて前作のような「きれいな感じ」で歌うように変更した。なお、佐土原はカップリングに山形が参加することは直前まで知らされていなかった[1]。
3. To Be Continued?（オリジナル・カラオケ）
4. Beauty as the Beast（オリジナル・カラオケ）

DVD（初回限定盤のみ）
1. To Be Continued?（PV）
2. メイキング映像
3. 秘蔵映像